# 克萊 (加利福尼亞州)
克萊（英語：Clay）是位於美國加利福尼亞州薩克拉門托縣的一個人口普查指定地區。

## 地理
克萊的座標為38°18′51″N 121°09′35″W / 38.31417°N 121.15972°W，而該地最高點為海拔高度41米（即135英尺）。

## 人口
根據2010年美國人口普查的數據，克萊的面積為17.497平方千米，均為陸地。當地共有人口1195人，而人口密度為每平方千米68人。